# Alchemilla amphibola
Alchemilla amphibola är en rosväxtart som beskrevs av Robert Buser. Alchemilla amphibola ingår i släktet daggkåpor, och familjen rosväxter. Inga underarter finns listade i Catalogue of Life.